# Comuna Martînivka, Novoarhanhelsk
Martînivka (în ucraineană Мартинівка) este o comună în raionul Novoarhanhelsk, regiunea Kirovohrad, Ucraina, formată din satele Kosteantînivka și Martînivka (reședința).

## Demografie
Componența lingvistică a comunei Martînivka
     Ucraineană (99,15%)
     Alte limbi (0,85%)
Conform recensământului din 2001, majoritatea populației comunei Martînivka era vorbitoare de ucraineană (99,15%), existând în minoritate și vorbitori de alte limbi.